# Renaud Denoix de Saint Marc
Pour les articles homonymes, voir Denoix de Saint Marc.
Renaud Denoix de Saint Marc, né le 24 septembre 1938 à Boulogne-Billancourt, est un haut fonctionnaire français. 
Ayant effectué la majeure partie de sa carrière au Conseil d'État, il en est le vice-président d'avril 1995 à octobre 2006. Il est secrétaire général du gouvernement de 1986 à 1995 et membre du Conseil constitutionnel de 2007 à 2016.

## Biographie

### Famille
Il est issu de la famille Denoix de Saint Marc, de la bourgeoisie périgourdine, connue depuis le XVIIe siècle. L'ancêtre de la famille est Pierre Denoix (1621-1693), maître-chirurgien à Campsegret, dans l'actuel département de la Dordogne. Il est fils d’inspecteur des assurances qui descend de nombreux magistrats et avocats. Par sa mère, il descend de François du Cheyron du Pavillon, député de la Dordogne pendant la Restauration, qui est le neveu de Jean-François du Cheyron du Pavillon et de François de Souillac.
Renaud Denoix de Saint-Marc est le neveu d'Hélie Denoix de Saint Marc, ancien résistant, déporté au camp de Buchenwald, officier parachutiste de la Légion étrangère en Indochine et en Algérie française et l'un des acteurs du putsch des généraux d'avril 1961.
Il est marié à Marie-Christine de Buchère de L'Épinois, magistrate, descendante de l'historien Henri de L'Épinois. Il est père de deux enfants et grand-père de cinq petits-enfants. Son frère Jean-Henri est décédé dans l'attentat contre le DC-10 d'UTA du 19 septembre 1989. Il est le beau-frère d'Yves Beccaria, ainsi que l'oncle de Guillaume Denoix de Saint Marc et de Laurent Beccaria.

### Formation

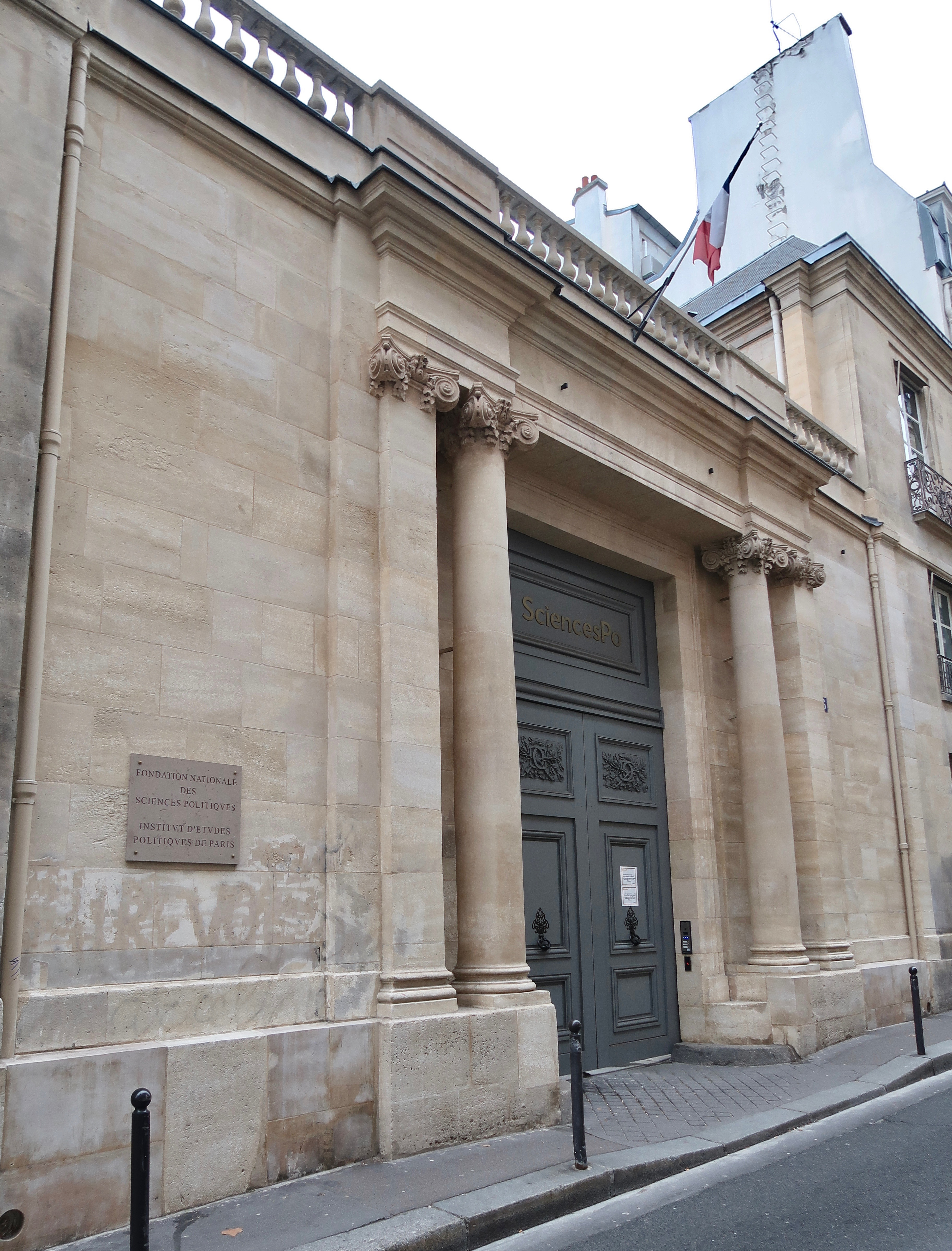
Ancien hôtel de Cossé, dit de la Meilleraye, 56 rue des saints-pères École nationale d’administration de sa création à 1978

Renaud Denoix de Saint Marc obtient une licence en droit à la faculté de droit de Paris, le diplôme de l'Institut d'études politiques de Paris (1959), avant d’être élève de l'École nationale d'administration. Il sort 5e de la promotion Blaise Pascal (février 1962 - mai 1964), qui comprend parmi ses élèves, Marc Bressant, Camille Cabana, Jean-Louis Dewost, Xavier Gouyou-Beauchamps, Edem Kodjo, André Milongo, Yves Sabouret, Albert Salon et Raymond Soubie. Il effectue son service militaire comme sous-lieutenant au 2e régiment de chasseurs d'Afrique, qui opère près du barrage à la frontière marocaine (zone ouest Oranais - 12e DI) pendant la Guerre d'Algérie.

### Carrière au Conseil d'État
En 1964, à sa sortie de l'ENA, il choisit d'être auditeur de 2e classe au Conseil d’État du 10 juin 1964 au 1er décembre 1965. Il est promu auditeur de 1re classe au 1er décembre 1965, où il reste jusqu'au 18 janvier 1972 au Conseil d'État. Il est responsable du centre de documentation du Conseil d’État. Il est chef de la mission de consultation juridique du ministère de l'Agriculture (janvier 1968 - octobre 1969). En 1970, il rejoint le cabinet de Robert Poujade, alors ministre de l'Environnement. Il est chef de la mission juridique de la direction générale de la nature du ministère de l'Agriculture, en détachement de longue durée en 1970-1973. Il est commissaire adjoint du Gouvernement auprès de l'Office national de la chasse en 1972-1975.
En 1972, il revient au Conseil d'État comme maître des requêtes. Il est conseiller juridique à la direction des transports terrestres au ministère des Transports en 1973. De 1974 à 1978, il est commissaire du gouvernement près de l'Assemblée du contentieux du Conseil d'État. Il marque la jurisprudence du Conseil d’État par plusieurs grandes conclusions et plusieurs arrêts, dont la décision Paris de Bollardière du 11 juillet 1975, qui délimite une zone de protection autour de Mururoa. De 1978 à 1979, il est directeur adjoint de cabinet du Garde des Sceaux, ministre de la Justice, Alain Peyrefitte. De 1979 à 1982, il est directeur des Affaires civiles et du Sceau au Ministère de la Justice.
Avec Vincent Lamanda, il est un des inspirateurs de la Loi renforçant la sécurité et protégeant la liberté des personnes. De 1982 à 1986, il réintègre le Conseil d'État en tant que commissaire du gouvernement. Il est rapporteur adjoint près le Conseil constitutionnel en 1983-1986. Il est professeur à l'Institut d'études politiques de Paris en 1983-1987. En 1985, il est nommé conseiller d'État.

### Secrétaire général du Gouvernement et Vice-Président du Conseil d'État

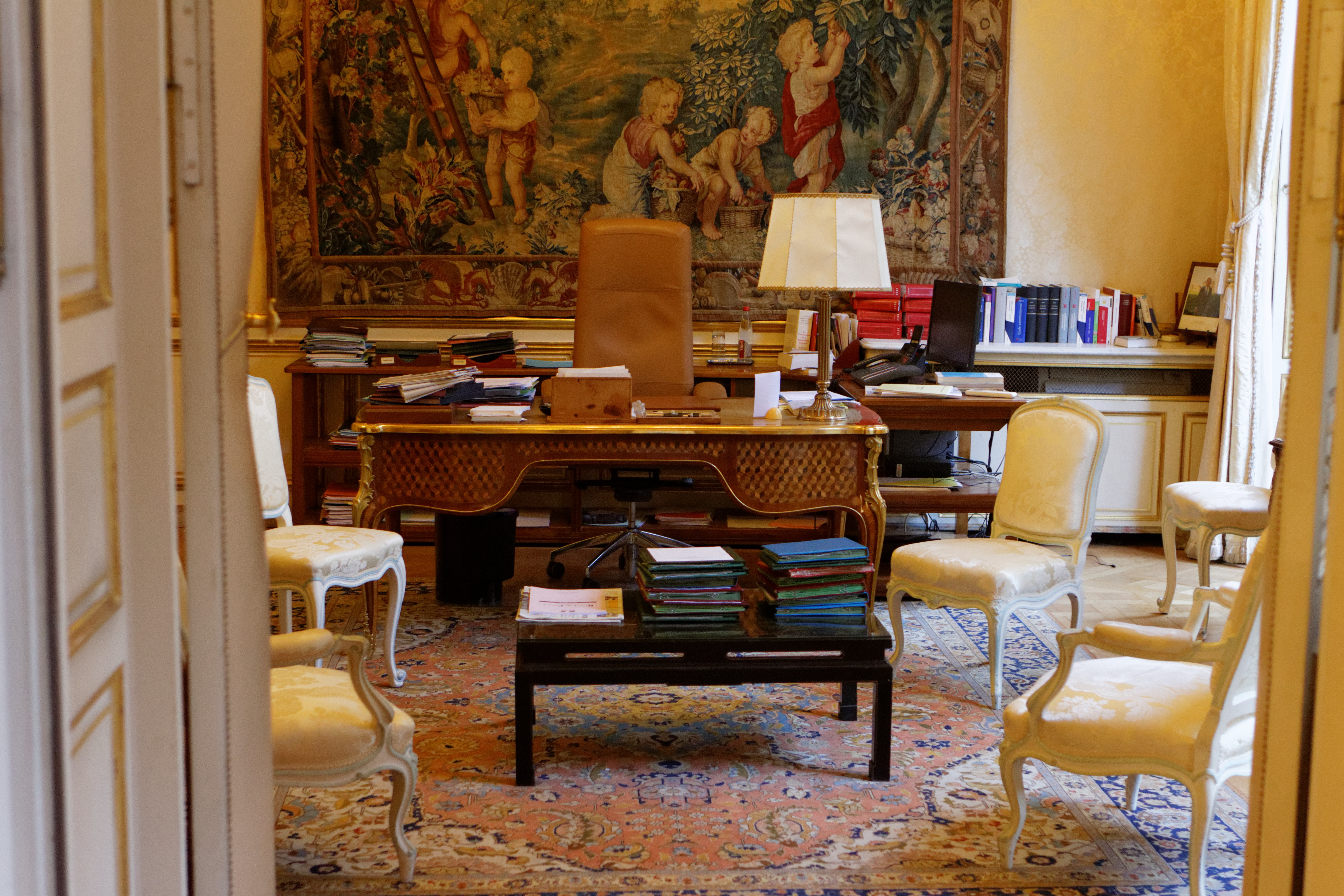
Bureau du Secrétaire général du Gouvernement (2014) à l'Hôtel de Matignon.

À la suite du remerciement de son prédécesseur, Jacques Fournier, par le nouveau chef du gouvernement Jacques Chirac, Denoix de Saint Marc est nommé au poste de secrétaire général du Gouvernement. Il occupe ce poste du 26 mars 1986 au 24 mai 1995. Sa mission est d'assurer la continuité des services centraux sous les gouvernements de Jacques Chirac, de Michel Rocard, d'Édith Cresson, de Pierre Bérégovoy et d'Édouard Balladur. Il est membre du Comité de l’énergie atomique et administrateur de l’Ena à partir de 1986. Il est administrateur (1986-1991) puis vice-président de la Fondation nationale des sciences politiques entre 1991 et 2006 et vice-président de l'Office national de la chasse à partir de 1987. Il est vice-président de l’Association française de droit constitutionnel entre 1986 et 2008. Il est vice-président de l’Association française de science politique entre 1988 et 2009. Il est vice-président de la Société de législation comparée entre 1988 et 2007. Il est vice-président de l'Association internationale de science politique entre 1994 et 2006. Son nom avait circulé pour succéder à Jacques Fournier comme Président de la Société nationale des chemins de fer français en 1994.
Du 23 avril 1995 au 3 octobre 2006, il est vice-président du Conseil d'État et, durant la même période, aussi président du Conseil supérieur des tribunaux administratifs et cours administratives d'appel, président de la Commission pour la transparence financière de la vie politique, président du conseil d'administration de l'ENA, président du conseil d’administration de l'Institut international d'administration publique jusqu’à sa fusion avec l’ENA en 2002, président de l'Institut Français des Sciences Administratives (IFSA) et de la commission des archives constitutionnelles de la Ve république. De plus, il désigne des personnes qui seront membres de diverses autorités administratives indépendantes, comme la Commission nationale des comptes de campagne et des financements politiques, la Commission d'accès aux documents administratifs et la Commission nationale consultative des droits de l'homme par exemple.
Il est membre du comité d'orientation pour l'aménagement des domaines présidentiels à partir de 1996. Il est président du conseil d'administration de l'Office national de la chasse (ONC) devenu (en juillet 2000) Office national de la chasse et de la faune sauvage en 1999-2004.
Il est président du cercle Le Siècle entre janvier 2005 et décembre 2007,. Du 13 avril 2006 au 27 avril 2017, il est président du conseil d'orientation du domaine national du château de Chambord. Il est vice-président de l’Association française pour la recherche en droit administratif entre 2006 et 2011. Le 24 septembre 2006, il est admis à faire valoir ses droits à la retraite. Il est président de l’Association des conseils d’état et des juridictions administratives suprêmes de l'Union européenne (1996-2006). Il est président  de l’Association internationale des hautes juridictions administratives (1997-2006). Il est président d'honneur des deux associations depuis 2006. En 1999, il est nommé Honorary Bencher of the Society of the Middle Temple (membre d’honneur du Middle Temple, association britannique regroupant des juges, avocats et professeurs de droit).

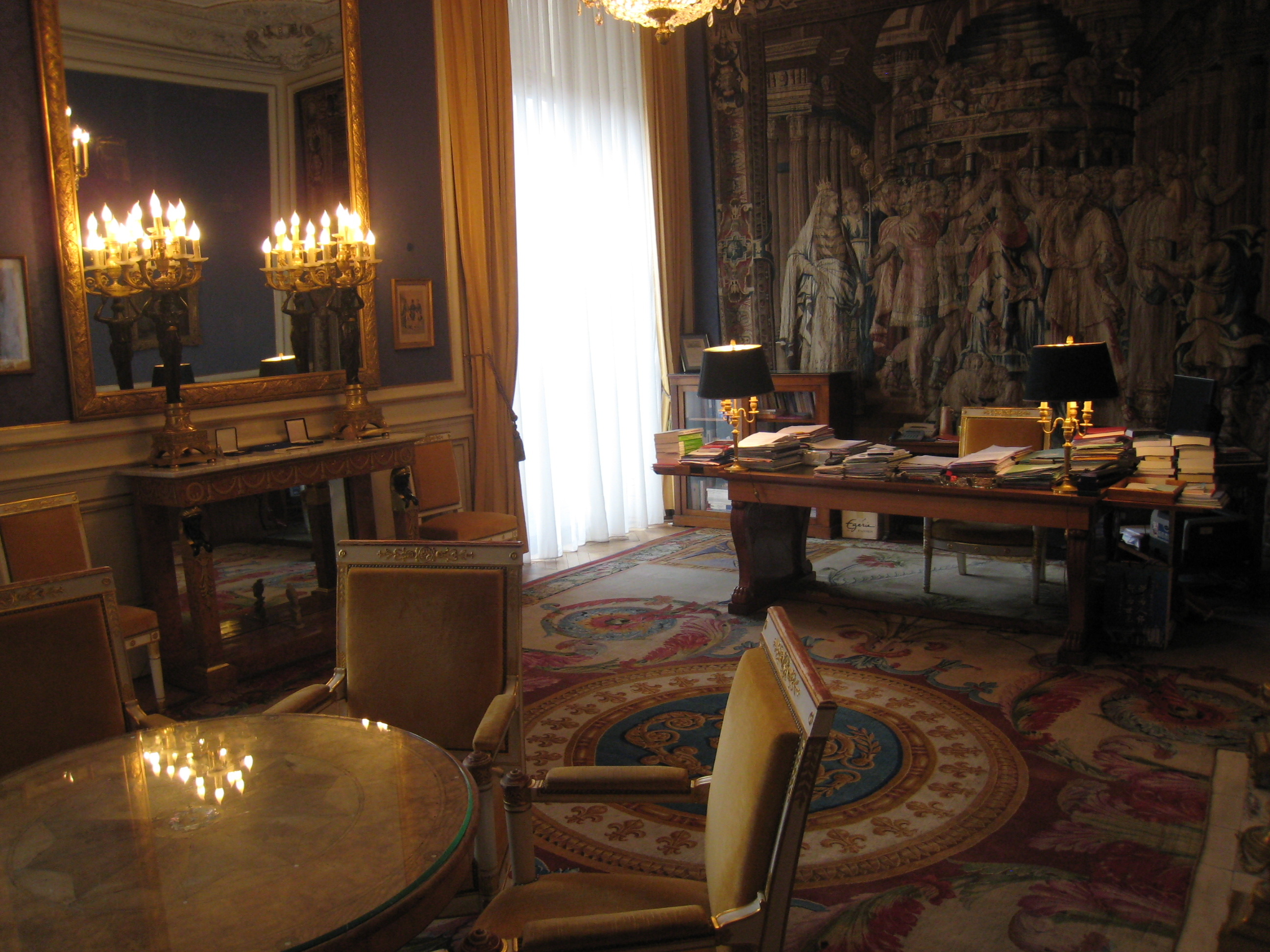
Bureau du Vice-président du Conseil d’État (2009) au Palais-Royal.

Sous son égide, le professeur René Chapus a apporté une grande contribution aux deux projets d'envergure entrepris par le Conseil d'État à la fin des années 1990, qu'ont été l'écriture du Code de justice administrative (adopté par l'ordonnance et les décrets du 4 mai 2000) et la préparation de la réforme des procédures d'urgence (nouveaux référés administratifs issus de la loi du 30 juin 2000). Il joue notamment un rôle déterminant dans l'insertion d'un titre préliminaire au sein du code de justice administrative, « décalogue » dont l'élégance et la sobriété sont dignes du premier Code civil.
Il a régulièrement tenté, au cours de sa carrière, de décourager les ministres de trop légiférer, avant de dénoncer en 2001 la "gesticulation législative" des pouvoirs politiques. Il est contre l’absorption de la fonction normative par la fonction consultative par la création d’autorités administratives indépendantes . Renaud Denoix de Saint Marc considère que l’on peut de nos jours se montrer sévère à l’égard des hommes politiques qui n’ont pas toujours le courage de dire une vérité difficile et il appelle à « une société de courage ». Renaud Denoix de Saint Marc commanda les grands travaux de restauration, à l'occasion du 200e anniversaire de la création du Conseil d'État, entrepris de 1997 à 2005 sous la direction d'Alain-Charles Perrot, architecte en chef des monuments historiques.

### Après le Conseil d'État

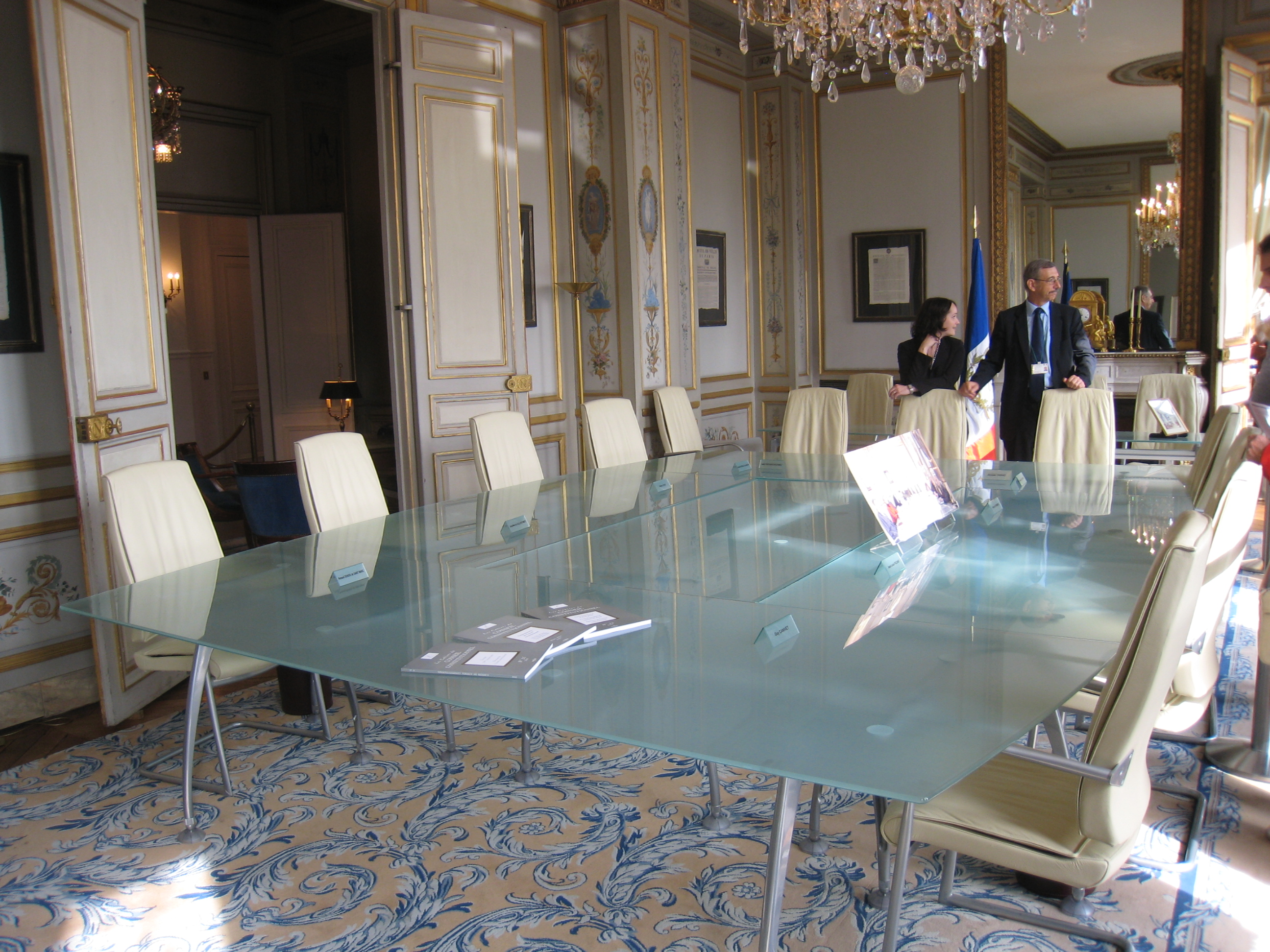
La salle des séances du Conseil constitutionnel.

Il est depuis avril 2007, président de la Fondation de la Maison de la chasse et de la nature. Le 23 février 2007, il est nommé membre du Conseil constitutionnel par Christian Poncelet, président du Sénat. Renaud Denoix de Saint Marc avait un temps été pressenti pour présider cette institution en remplacement de Pierre Mazeaud au détriment de Jean-Louis Debré à cause de la proximité de l'élection présidentielle de 2007.
Il considère que l’homme a des devoirs envers la multitude d’espèces d’animaux, mais que ceux-ci n’ont pas droit à un statut juridique . Il préconise le partage de la nature en bonne intelligence : entre la raréfaction des espaces disponibles, l’arrivée des néo-ruraux dans les campagnes et les griefs réciproques entre chasseurs et non-chasseurs. Avec la modification des modes de chasse, il existe des remèdes pour le partage harmonieux de l’espace naturel.

## Œuvres
Source : Bibliographie de Renaud Denoix de Saint Marc sur persee.fr

### Ouvrages
- Renaud Denoix de Saint Marc, L'evolution des problèmes économiques du Midi : perspectives de l'économie audoise d'ici 1970, Paris, ENA, 1962, Mémoire de stage, École nationale d'administration, promotion Blaise Pascal
- Renaud Denoix de Saint Marc, Michèle Puybasset et Jean-François Théry, La régulation des naissances, Paris, La Documentation française, 1966
- Renaud Denoix de Saint Marc, Le service public de la justice judiciaire, Paris, FNSP, 1983
- Renaud Denoix de Saint Marc, Daniel Labetoulle et Michel Rougevin-Baville, Droit public approfondi, Paris, Fondation nationale des sciences politiques, 1985
- Renaud Denoix de Saint Marc, Michel Rougevin-Baville et Daniel Labetoulle, Leçons de droit administratif, Paris, Hachette, 1989, 639 p. (ISBN 2-01-014297-7)
- Renaud Denoix de Saint Marc, Rapport au Premier Ministre sur le Service Public, Paris, La Documentation Française, 1996, 87 p. (ISBN 2-11-003547-1, lire en ligne)
- sous la direction de Renaud Denoix de Saint Marc, Jurisprudence et avis de 1999 : les associations et la loi de 1901, cent ans après, Paris, La Documentation française, 2000 (ISBN 978-2-11-004510-2)
- Renaud Denoix de Saint Marc, Alain Richard et Élisabeth Guigou, La Gendarmerie Nationale une institution républicaine au service du citoyen, Paris, Éditions Odile Jacob, 2000, 206 p. (ISBN 978-2-7381-0783-1, lire en ligne)
- Renaud Denoix de Saint Marc, André Damien et François Monnier, L' État et la chasse :actes du colloque historique, Paris, Conseil d'État, 16 juin 2001 organisé par l'Institut français des sciences administratives, Paris, Fondation de la Maison de la chasse et de la nature, 2002 (ISBN 2-902198-00-0)
- Renaud Denoix de Saint Marc, L'État, Paris, PUF, coll. « Que sais-je ? », 2004, 127 p. (ISBN 2-13-053389-2)
- Renaud Denoix de saint Marc et Jean-Marc Sauvé, Guide pour l'élaboration des textes législatifs et réglementaires, Paris, La Documentation Française, 2005 (ISBN 978-2-11-005965-9)
- sous la direction de Renaud Denoix de Saint Marc, Juger l'administration, administrer la justice : mélanges en l'honneur de Daniel Labetoulle, Paris, Dalloz, 2007, 882 p. (ISBN 978-2-247-07261-3)
- Renaud Denoix de Saint Marc, Histoire de la loi, Toulouse, Éditions Privat, 2008, 203 p. (ISBN 978-2-7089-6884-4)
- Anne Lefebvre-Teillard, Renaud Denoix de Saint Marc et Marie-Anne Cohendet, L'arbitrage, Paris, Dalloz, 2009, 510 p. (ISBN 978-2-247-08267-4)

### Articles
- « Le Conseil d'État et les actes parlementaires » in Juger l'administration, administrer la justice : mélanges en l'honneur de Daniel Labetoulle, (dir.) Paris, Dalloz, 2007
- « Les considérations de fait devant le Conseil d'État, juge de Cassation » in Mélanges en l'honneur de Jacques Boré : la création du droit jurisprudentiel, Paris Dalloz, 2007
- « Qu'est ce que vouloir réformer ? » in Revue administratif, no 353 p. 454-455, 2006
- « Pourquoi il faut sauver l'État » in La Croix, 8 décembre 2006[46].
- « Le Conseil d'État, acteur déterminant de l'élaboration des lois et des règlements » in La semaine juridique. Édition générale no 10-11 p. 479-482, 2006
- « Le mandat d'arrêt européen devant le Conseil d'État » in Le droit à la mesure de l'Homme : mélanges en l'honneur de Philippe Léger, Paris, A. Pédone, 2006
- « Vers une socialisation raisonnée du risque » in AJDA no 40 p. 2201, 2005
- « Il est difficile de demander aux juges d'augmenter leur productivité » in AJDA no 15 p. 628-629, 2005
- « Le Courage de l'homme d'État », discours prononcé lors de la séance solennelle de rentrée des cinq Académies sur le thème "Le courage" », dédiée au chancelier Pierre Mesmer (Institut de France, 25 octobre 2005)[47]
- « Les projets de loi et de décret devant le Conseil d'État » in La procédure en tous ses états. Mélanges en l'honneur de Jean Buffet, Paris, Petites Affiches, 2004
- « Le Secrétaire Général du Gouvernement » in Le rôle et la place de l'État au début du XXe siècle, Paris, PUF, 2001
- « Contributions récentes de la jurisprudence du Conseil d'État au statut juridique de la personne humaine » in La justice entre deux millénaires. Mélanges offerts à Pierre Dray, Paris, Dalloz, 2000
- « L'exécution incomplète du service » in AJDA, p. 599, 1977
- « Postface, État de droit » in L'État de droit. Mélanges en l'honneur de Guy Braibant, Paris, Dalloz, 1996[48]
- Pour une stratégie de promotion du droit français in Le Débat 2001/3 (no 115), pages 65 à 68
- Rapport de synthèse : Le rapport d'impact sur l'environnement Article de Renaud Denoix de Saint Marc in Revue juridique de l'Environnement Année 1976 3-4 p. 264-268[49], Fait partie d'un numéro thématique : Travaux du premier Congrès de la SFDE (Strasbourg, les 6, 7 et 8 mai 1975)
- Le rapport d'impact sur l'environnement article de Renaud Denoix de Saint-Marc[50], in Revue juridique de l'Environnement Année 1976 3-4 p. 250-255 Fait partie d'un numéro thématique : Travaux du premier Congrès de la SFDE (Strasbourg, les 6, 7 et 8 mai 1975)
- Permis de construire. Monuments inscrits à l'inventaire. Champ de visibilité. Instruction du permis. Consultation obligatoire des Affaires culturelles. Conseil d'État - 14 avril 1976, Ministère de l'équipement contre Kenneth-Duffy. Avec conclusions de M. Denoix de Saint Marc commissaire du gouvernement article de Renaud Denoix de Saint Marc[51], in Revue juridique de l'Environnement Année 1977 1 p. 51-58
- Usine hydraulique d'une puissance inférieure à 500 kW. Ouvrage dispensé d'étude d'impact mais soumis à notice d'impact. Contenu de la notice. Incidences du projet sur l'environnement et conditions du respect des préoccupations d'environnement. Notice insuffisante concernant les atteintes à la faune aquatique. Irrégularité de la procédure d'autorisation. Conseil d'État, 11 février 1983 Mme Coutras (Req. n° 33 187). Avec conclusions article de Renaud Denoix de Saint-Marc[52], in Revue juridique de l'Environnement Année 1983 2 p. 128-134
- Espèces protégées non domestiques.Articles 3 et 4 de la loi du 10 juillet 1976. Légalité du décret du 25 novembre 1977 pris pour leur application. Méconnaissance de l'habilitation législative (non). Arrêtés du 17 avril 1981 fixant la liste des oiseaux et des mammifères protégés. Nature, durée et lieu des mesures d'interdiction. Pouvoirs des ministres. Étendue du contrôle du juge. Contrôle normal. Indépendance des polices spéciales et des dispositions concernant la chasse, les nuisibles et les espèces à protéger. Conseil d'État, 14 novembre 1984 Syndicat des naturalistes de France et Fédération départementale des chasseurs d'Eure-et-Loir (Req. nos 35.419, 35.420 et 35.213). Avec conclusions. article de Renaud Denoix de Saint Marc[53], in Revue juridique de l'Environnement Année 1984 4 p. 336-345
- Introduction liminaire de Renaud Denoix de Saint-Marc[54], in Revue juridique de l'Environnement Année 2005 H-S p. 77 Fait partie d'un numéro thématique : La charte constitutionnelle de l’environnement

## Distinctions
- Le 29 novembre 2004, il est élu membre de l'Académie des sciences morales et politiques au fauteuil de Jacques Leprette (Fauteuil I de la Section Générale).[réf. nécessaire]
- Le 27 octobre 2009, il est élu membre de l'Académie nationale de médecine (4e division – section médecine et société Droit public (constitutionnel et administratif) – Finances publiques) au fauteuil d'Édouard Bonnefous. Il est le président du comité des affaires juridiques de l'Académie nationale de médecine[55].
- Depuis 2009 il est membre d'honneur de l'Académie nationale des sciences, belles-lettres et arts de Bordeaux[56].
- Depuis 1997 il est correspondant national de l’Académie de législation[57].
- Grand-croix de la Légion d'honneur[58]
- Chevalier de l'ordre national du Mérite[réf. nécessaire]
- Croix de la Valeur militaire[réf. nécessaire]
- Chevalier de l'ordre des Palmes académiques[réf. nécessaire]
- Chevalier de l'ordre du Mérite agricole[réf. nécessaire]
- Prix Édouard-Bonnefous 2001[59]